# Église Saint-Maurice de Pringy
L'église Saint-Maurice de Pringy est une église catholique française située dans le département de la Haute-Savoie, sur la commune d'Annecy, ancienne commune de Pringy. De style néo-classique sarde, elle est dédiée au saint martyr Maurice d'Agaune.

## Historique
Une église aurait été construite vers le XVe siècle, dans un style roman.
Un incendie détruit l'intérieur de l'église en 1826. Celle-ci est reconstruite, puis agrandie entre 1850 et 1860. Le « chevet de l'édifice est modifié par l’ajout d’une abside polygonale percée de trois baies », ainsi que la façade avec l'ajout d'un narthex.
En 1996, à la suite d'un séisme touchant l'ensemble du bassin annécien, la voûte est détruite.
En 2011, la statue de Saint-Michel Archange, datant du XVe siècle et cachée durant la Révolution française par une famille de Ferrières, réintègre l’église. 

## Description architecturale
La nouvelle église est réalisée dans un style néo-classique dit « sarde ».

## Protection
Les verrières du chœur au thème de Notre-Dame et l'enfant, saint Maurice en tenue de guerrier sont classés.

## Galerie

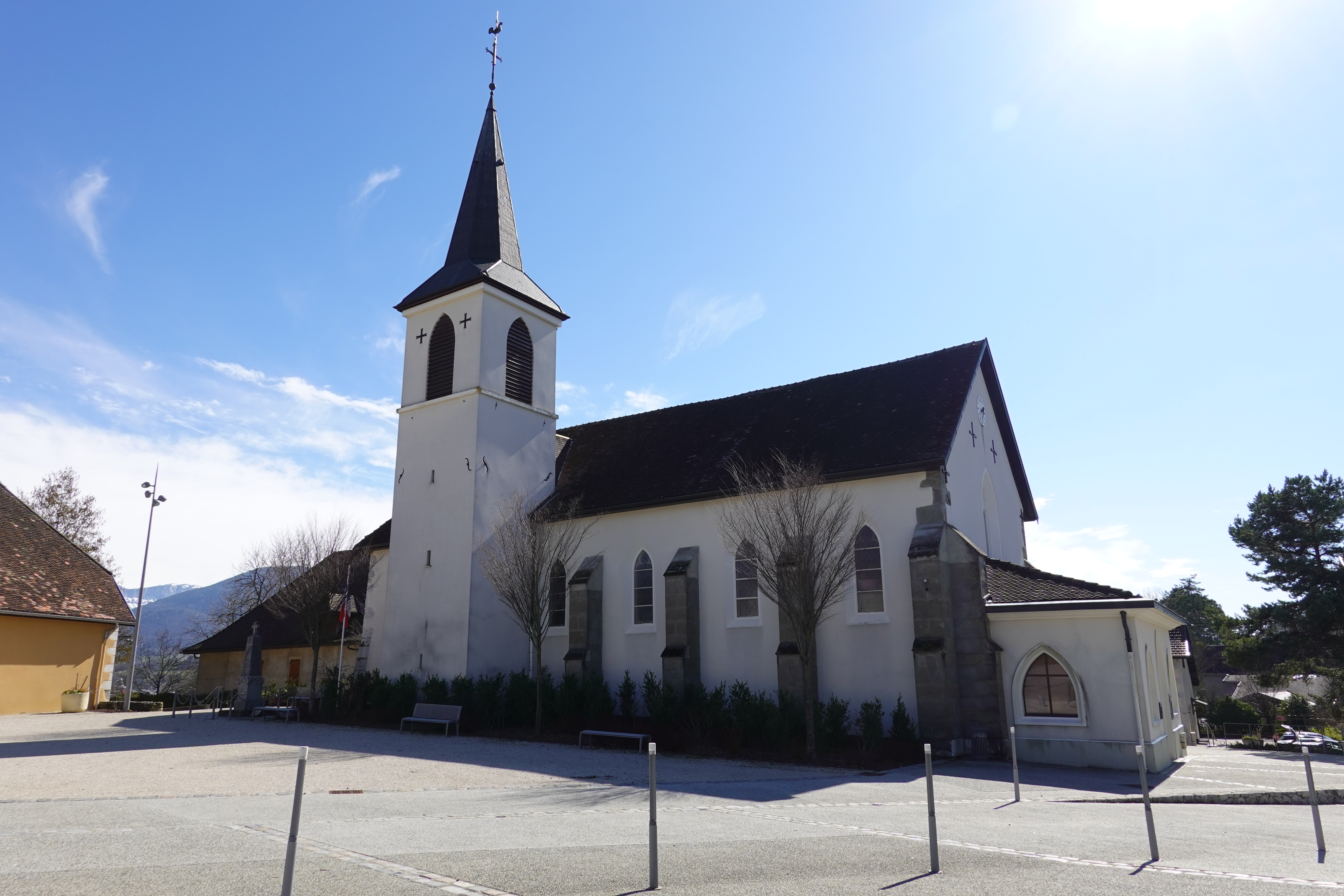
Extérieur - Vue depuis la place Georges-Boileau.
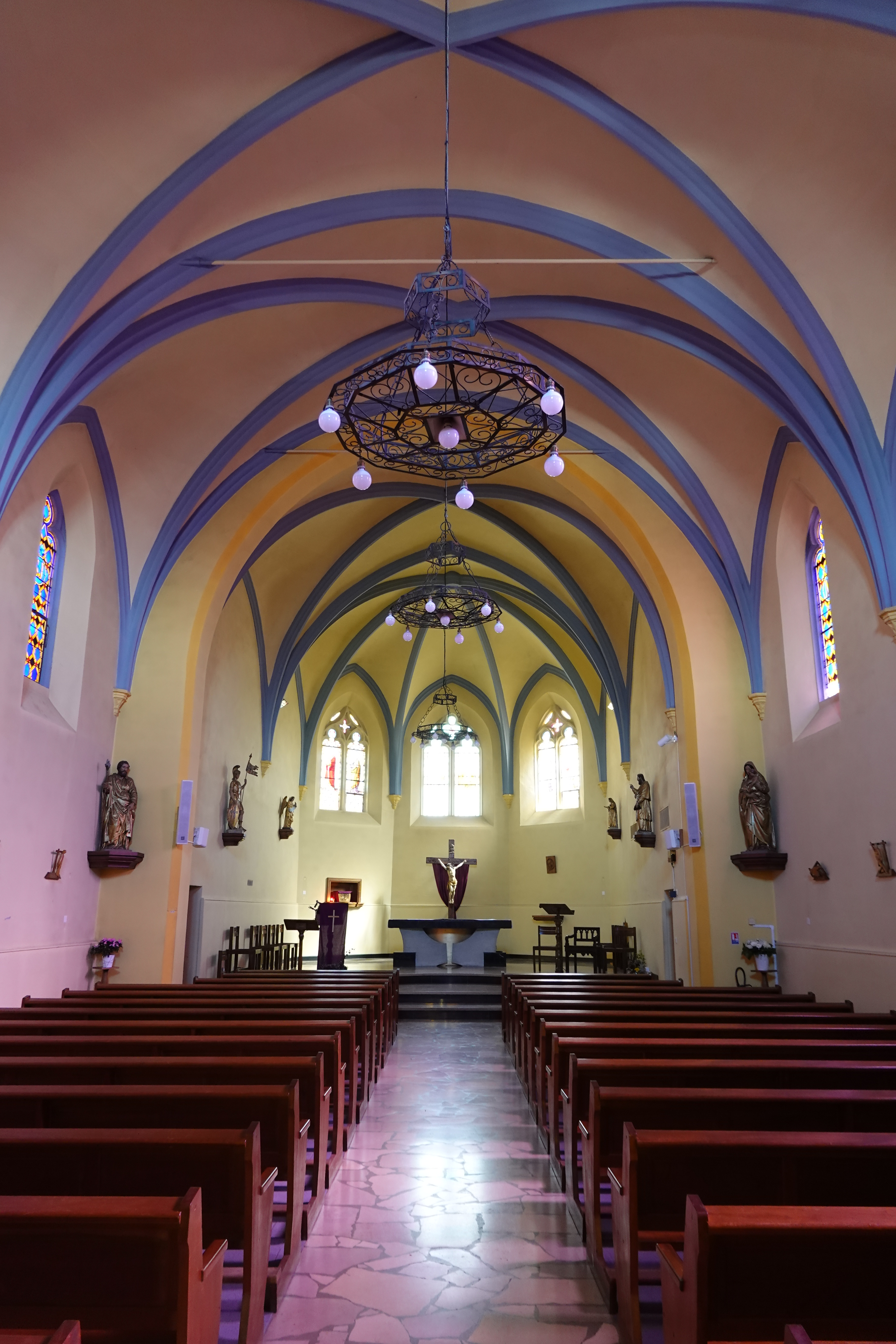
Intérieur - Vue vers l'autel.
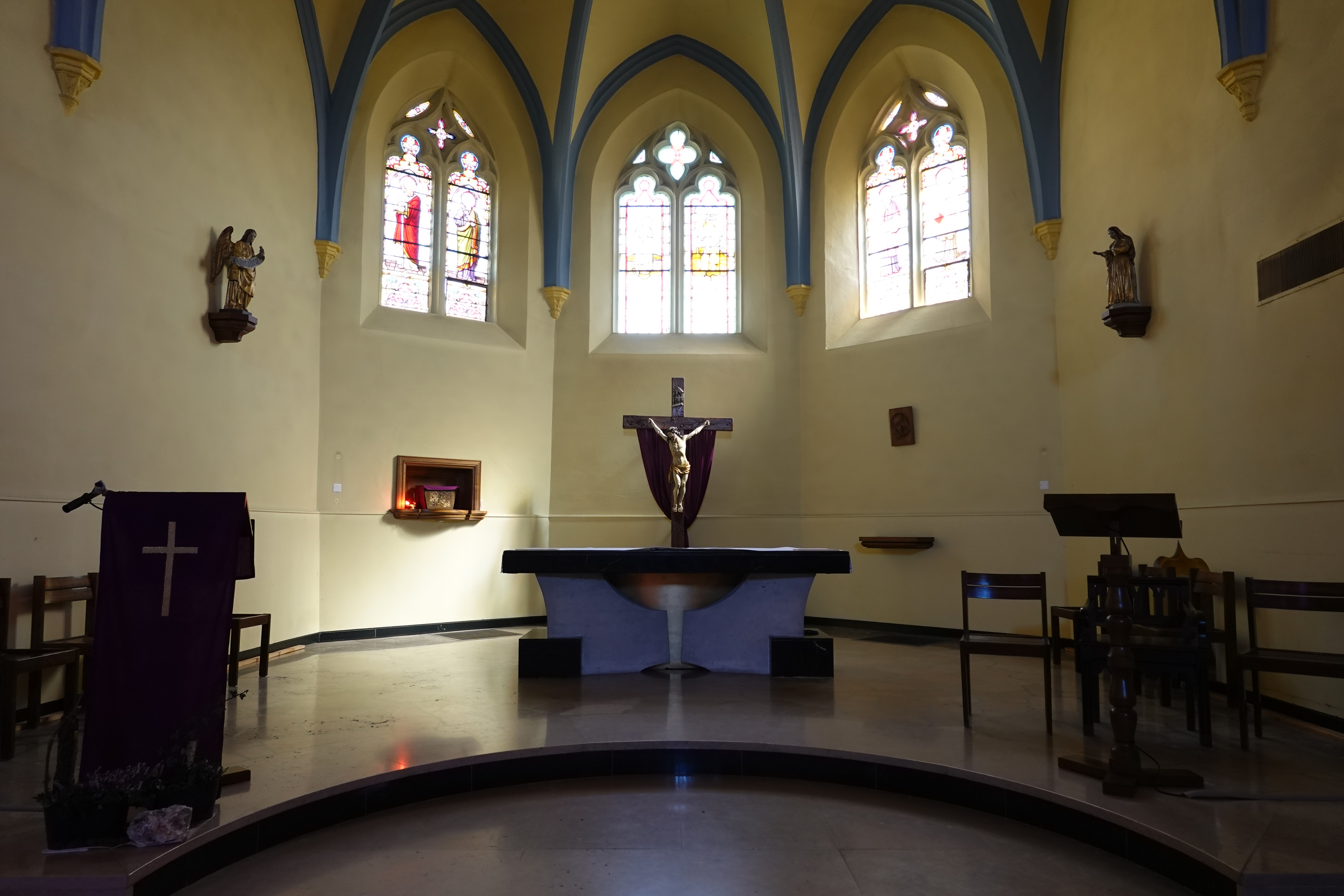
Autel.
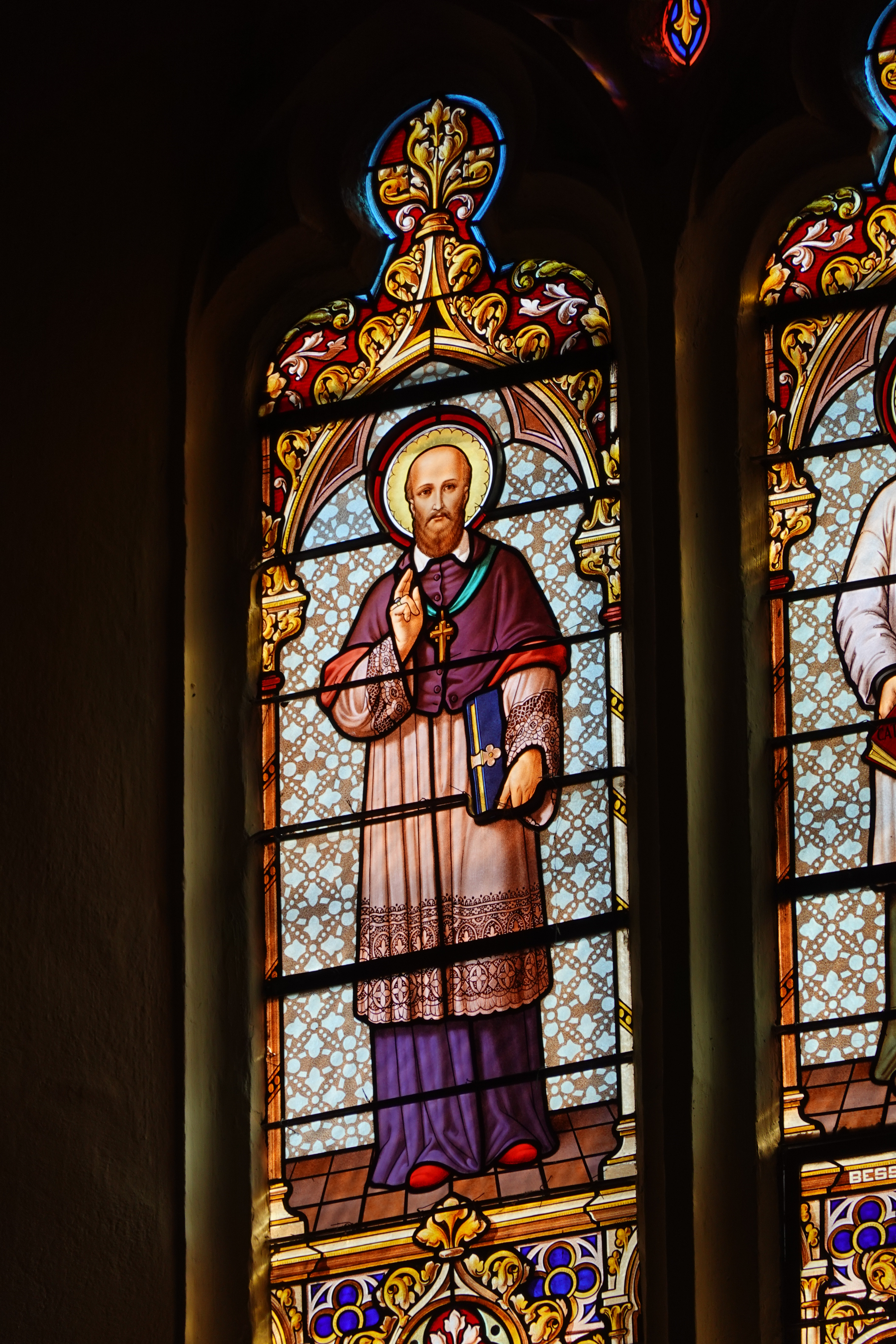
Vitrail du chœur représentant saint François de Sales.
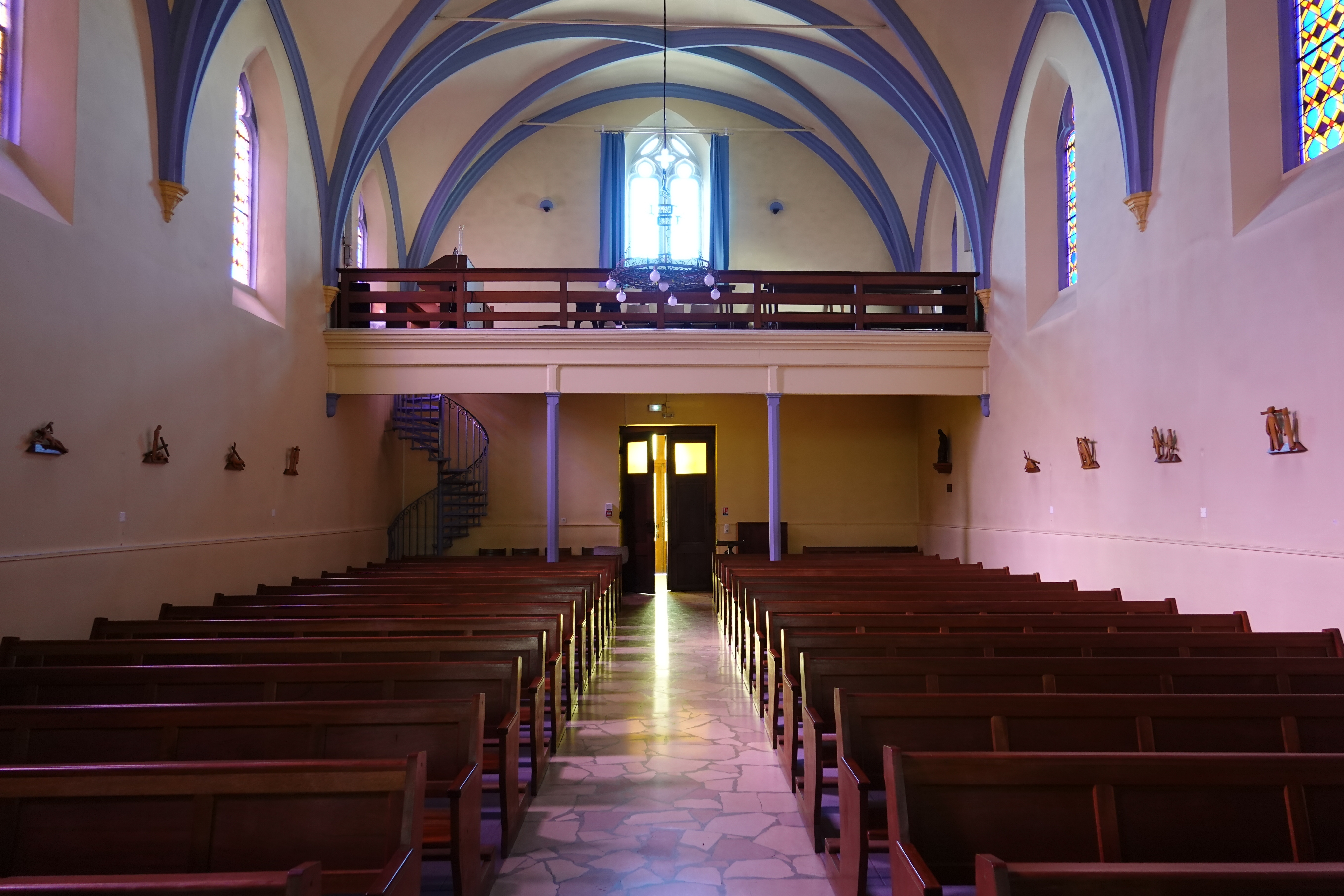
Intérieur - Vues vers l'entrée.
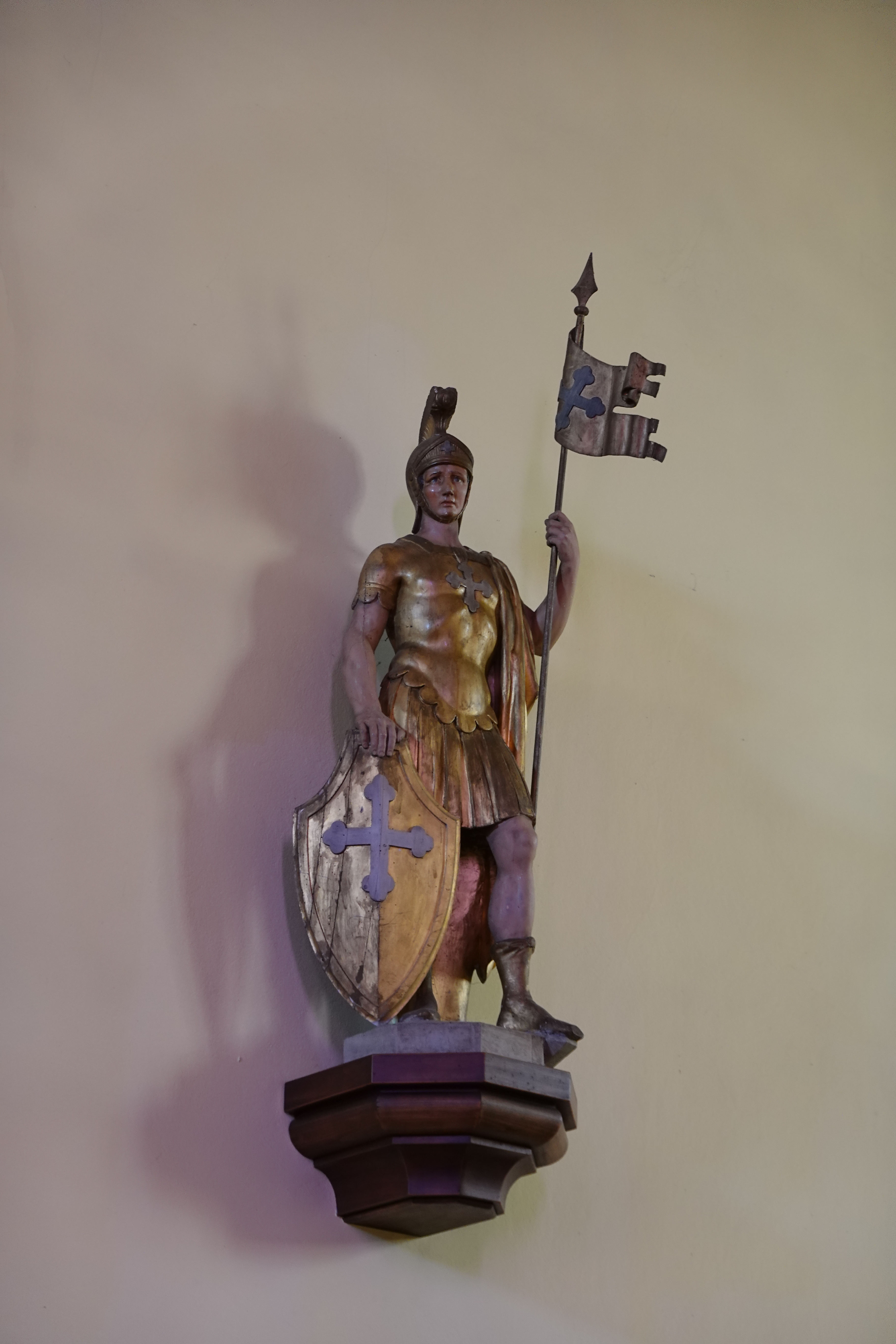
Statue de saint Maurice.
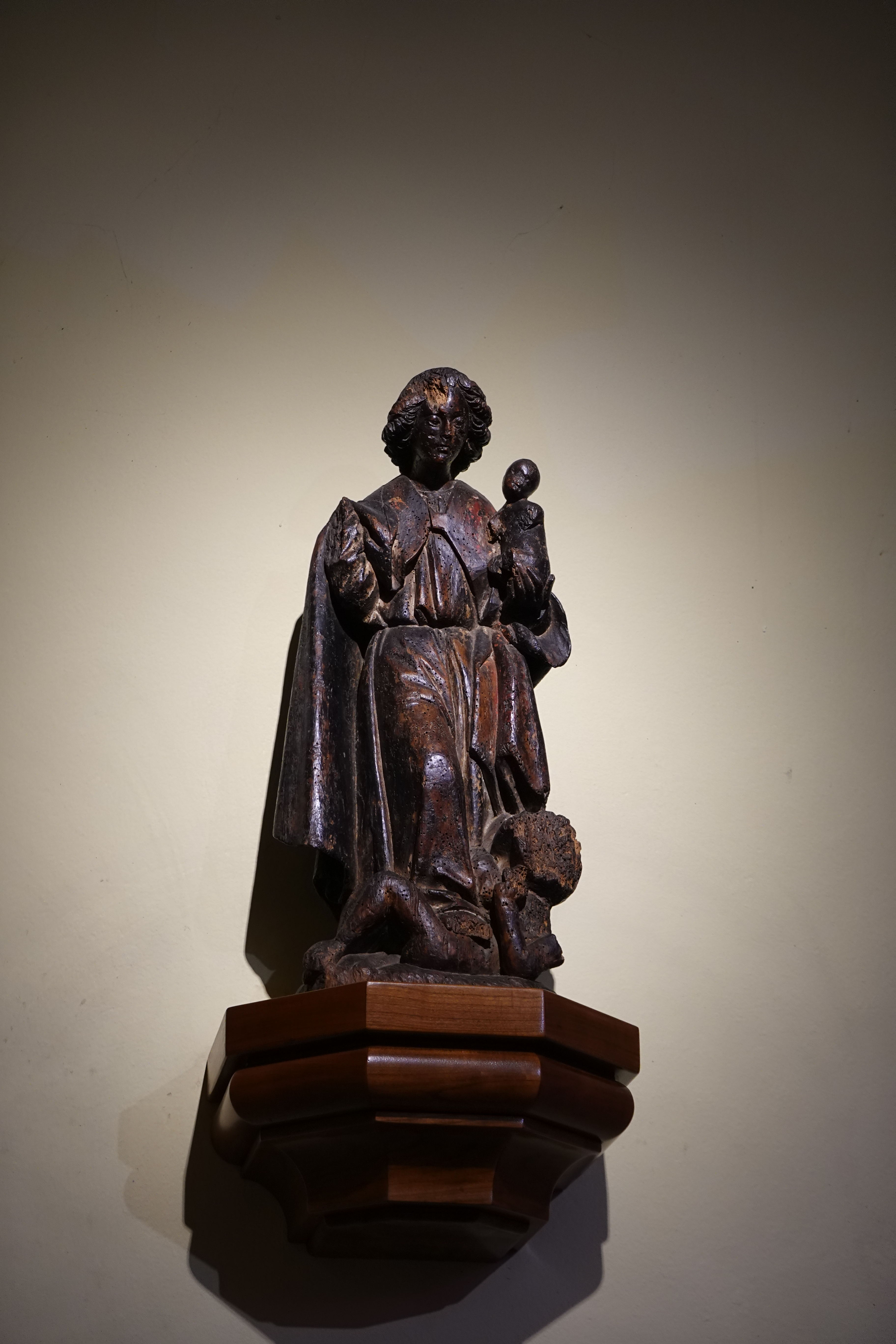
Statue de saint Michel Archange.
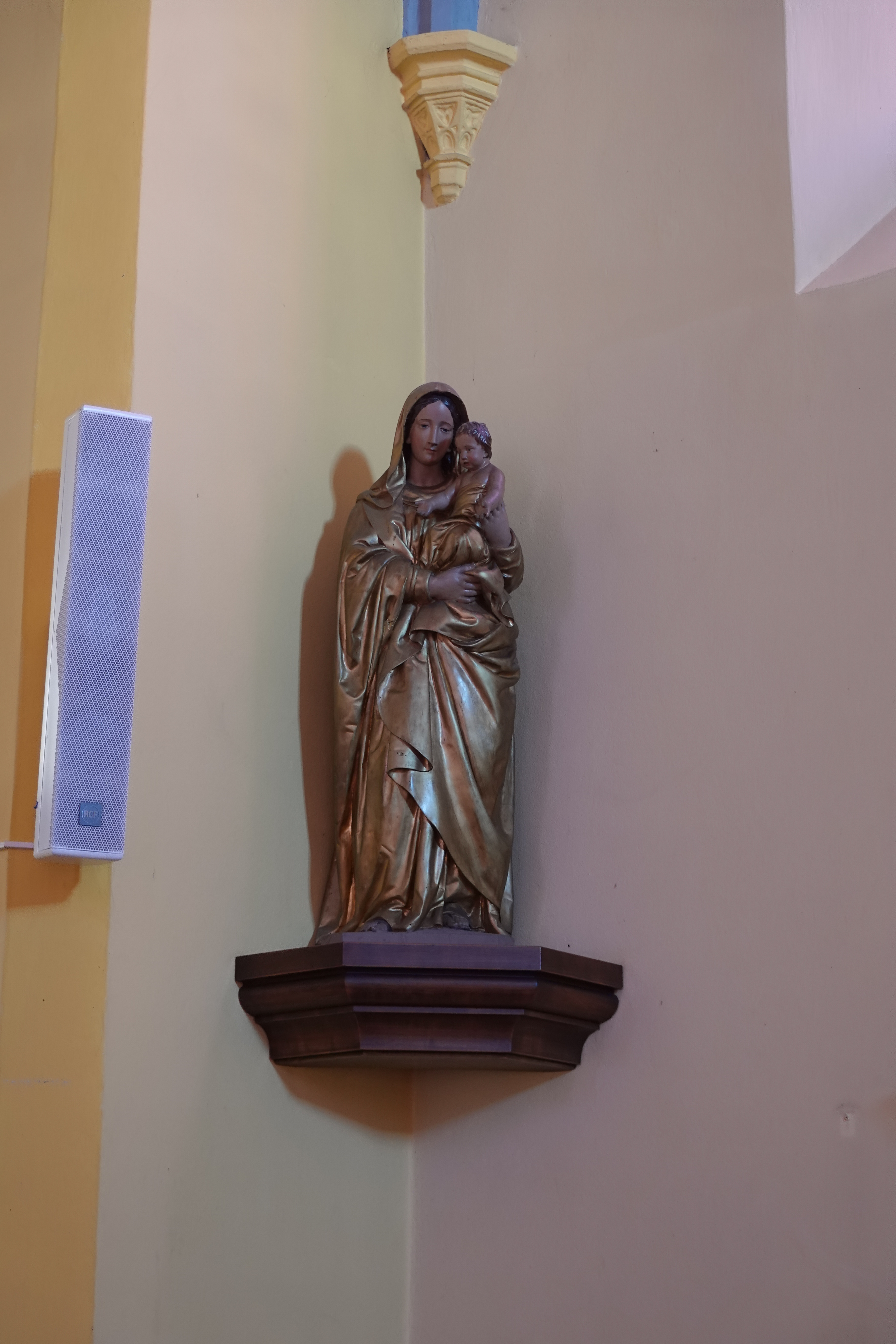
Statue de la Vierge Marie et de l'enfant Jésus.
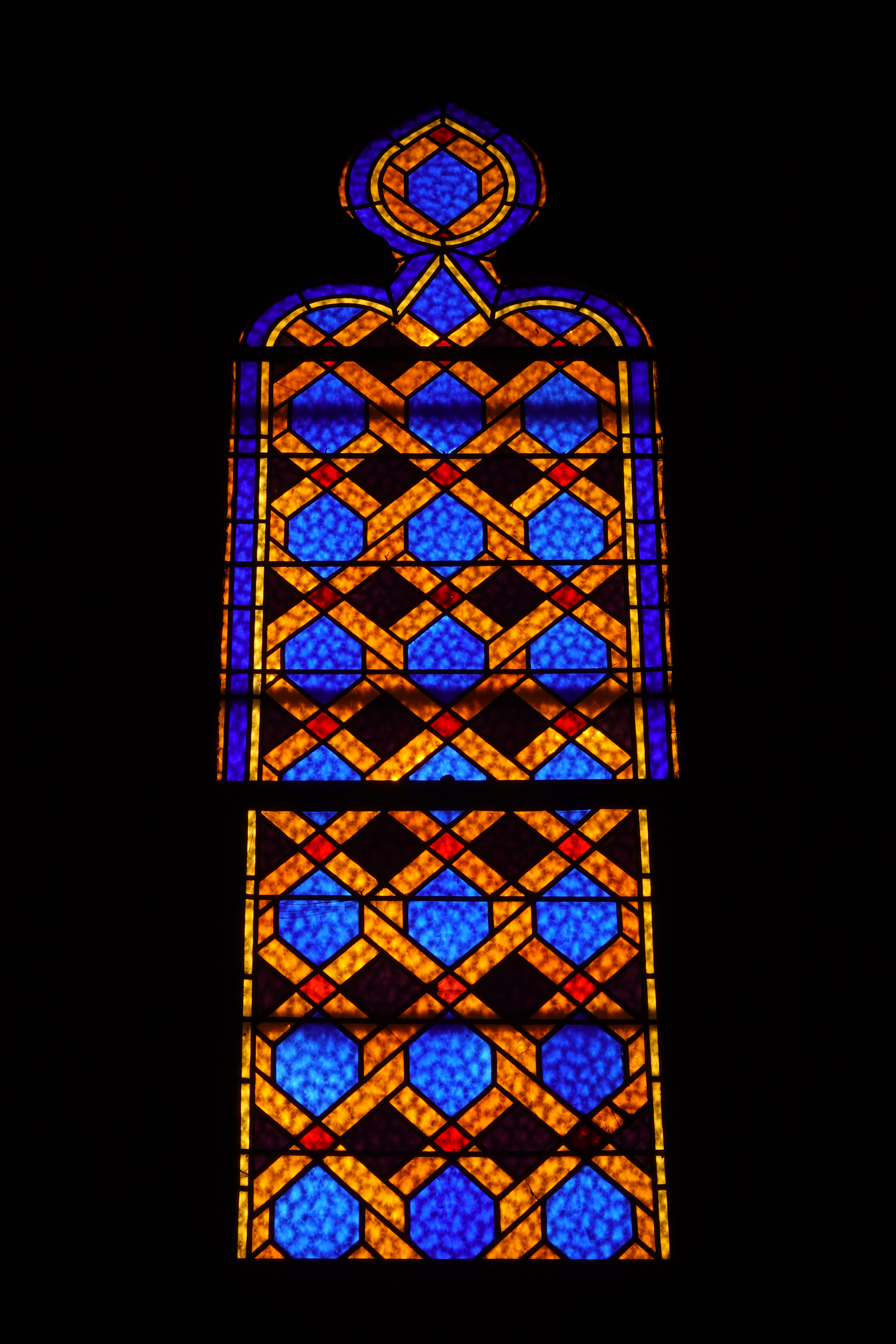
Vitrail de la nef.
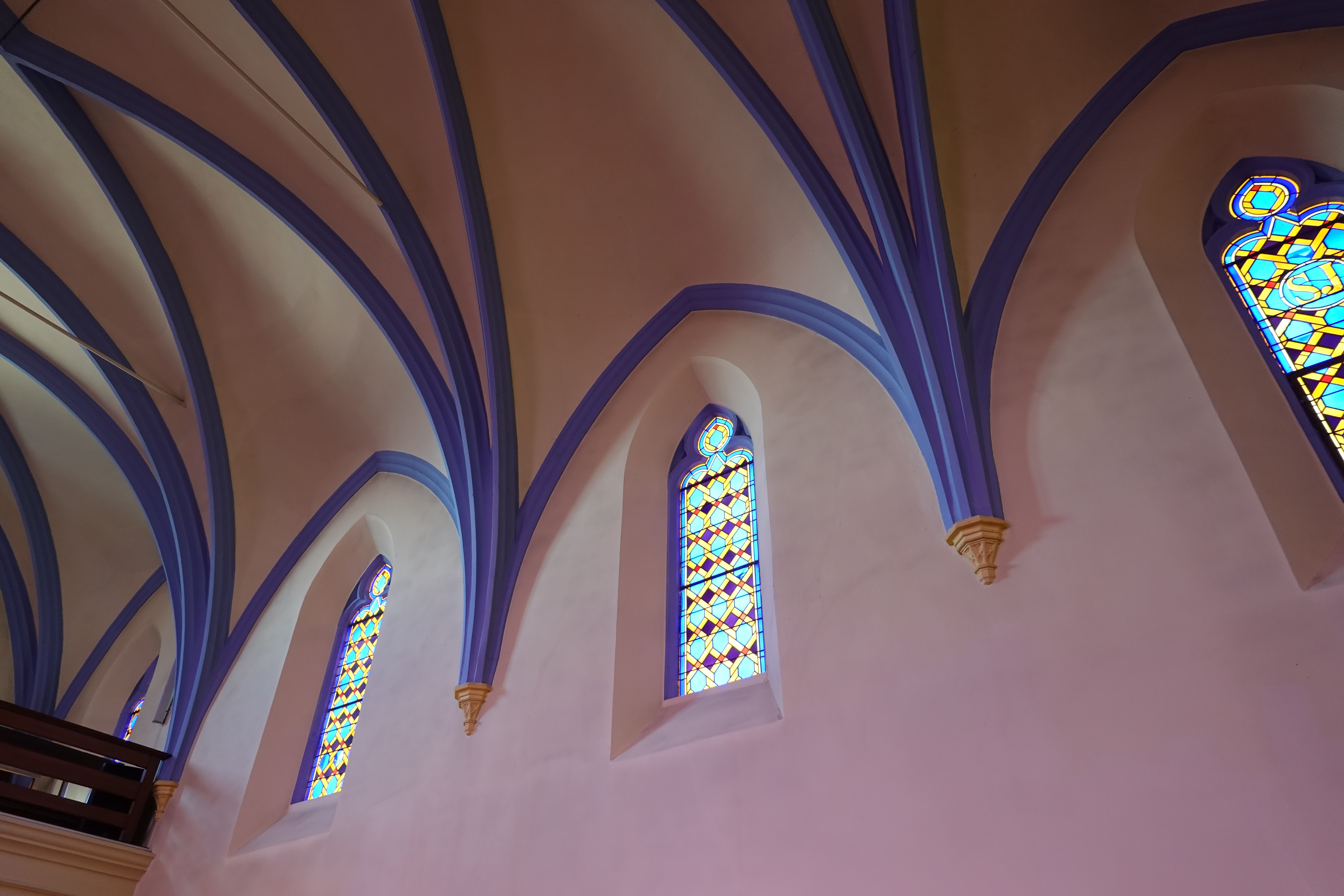
Vitraux de la nef.
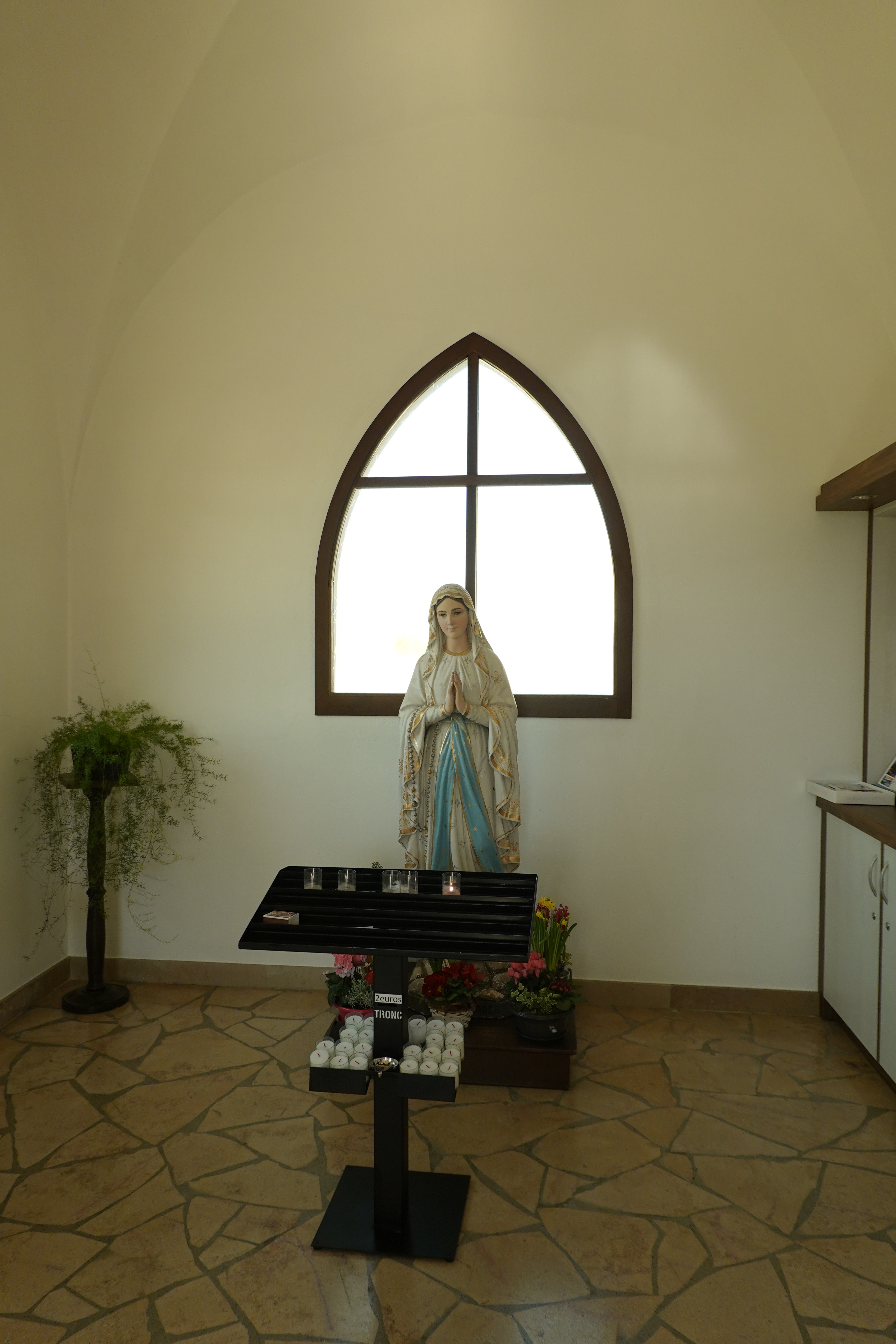
Statue de Marie dans le porche de l'église.
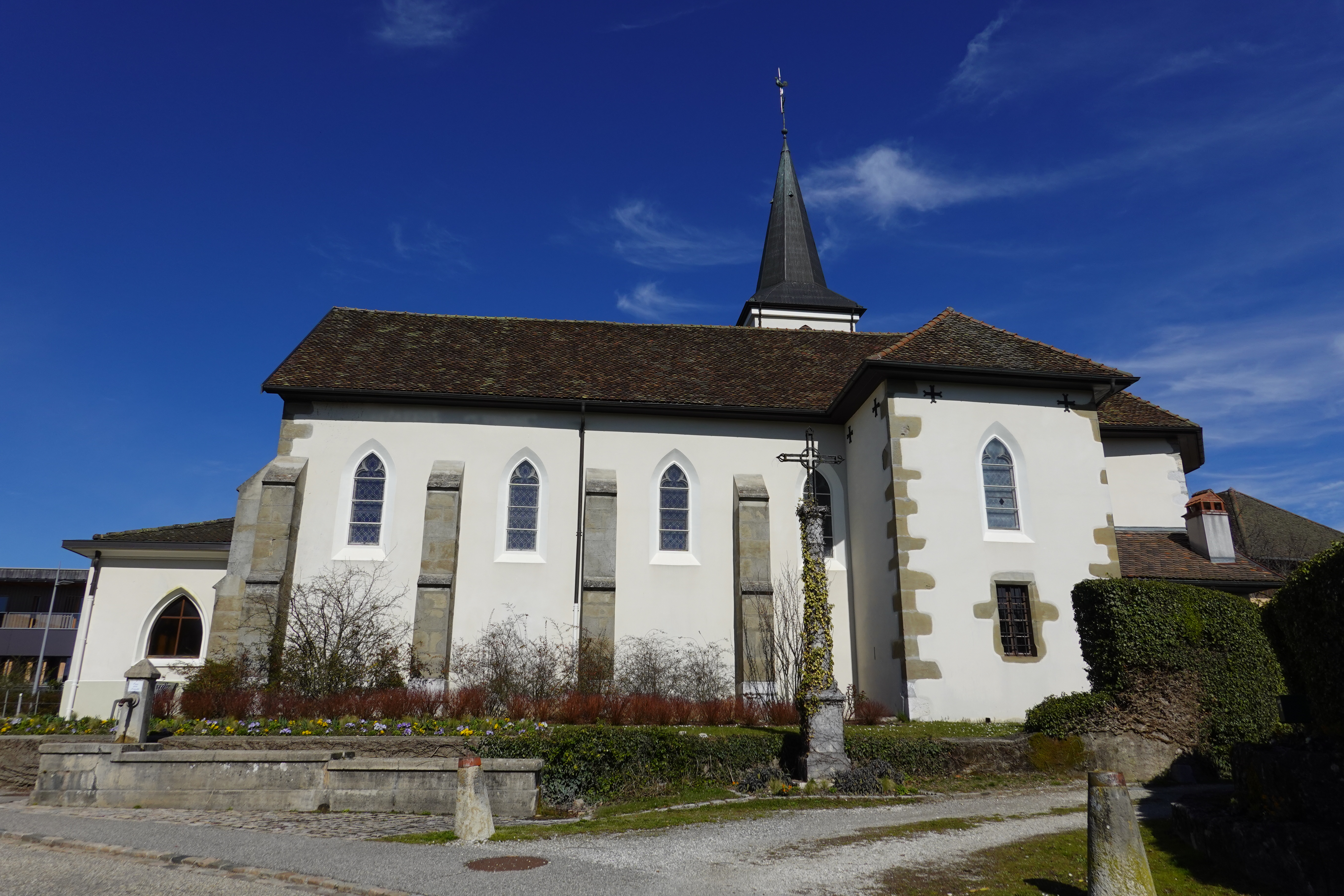
Extérieur - Vue depuis le chemin de Champ-Guarguan.